# شتاين أول لارسن
شتاين أول لارسن (بالنرويجية البوكمول: Stein Ole Larsen)‏ هو مصرفي نرويجي، ولد في 30 أبريل 1963.